# Larisa Sjepitko
Larisa Sjepitko (født 6. januar 1938 i Bakhmut i Sovjetunionen, død 2. juli 1979 i Sovjetunionen) var en sovjetisk filminstruktør, manuskriptforfatter og skuespillerinde.

## Filmografi
- Krylja (Крылья, 1966)[1][2]
- Ty i ja (Ты и я, 1971)
- Opstigningen (Восхождение, 1977)
- Afsked (Прощание, 1981)